# Línea de Newton

E, K, F yacen sobre una recta común, la línea de Newton

En geometría euclidiana, la línea de Newton es la  recta que conecta los puntos medios de las dos diagonales de un cuadrilátero convexo con un máximo de dos lados paralelos.

## Propiedades
Los segmentos GH e IJ que unen los puntos medios de lados opuestos (las bimedianas) de un cuadrilátero convexo, se cortan en un punto que se encuentra en la línea de Newton. Este punto K biseca el segmento de la línea EF que conecta los puntos medios de las dos diagonales.
Por el teorema de Anne y su inversa, cualquier punto interior P en la línea Newton de un cuadrilátero ABCD tiene la propiedad de
{\displaystyle [ABP]+[CDP]=[ADP]+[BCP]}
donde [ABP] denota el área del triángulo ABP.
Si el cuadrilátero es un cuadrilátero circunscrito, entonces su incentro también se encuentra en esta línea.